# Десино, Константин Николаевич
Константин Николаевич Десино (Дессино) (1857—1940) — русский военачальник, генерал.
Участник русско-турецкой войны 1877—1878, китайской кампании 1900—1901, первой мировой войны.

## Биография

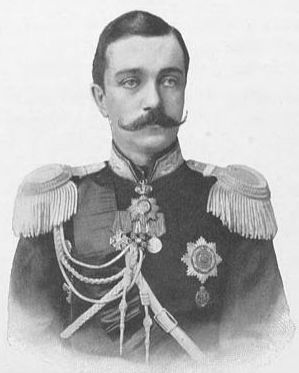
Полковник Генерального штаба К. Десино, 1900 год.

Родом из дворянской православной семьи.
Образование получил в 1-й Санкт-Петербургской военной гимназии (1875). В службу вступил 12 августа 1875 года.
Окончил Михайловское артиллерийское училище (1878). Выпущен подпоручиком (ст. 16.04.1878) в 15-ю конно-артиллерийскую батарею. Позже служил в 10-й конно-артиллерийской батарее.
Участник русско-турецкой войны 1877—1878.
Поручик (ст. 20.12.1879). Штабс-капитан (ст. 26.06.1883). Окончил Николаевскую академию Генерального Штаба (1887; по 1-му разряду). Капитан (ст. 07.04.1887). Состоял при Виленском военном округе. Отбывал лагерный сбор при Петербургском военном округе.
Старший адъютант штаба 29-й пехотной дивизии (05.12.1887—26.07.1889). Цензовое командование эскадроном отбывал в 4-м лейб-драгунском Псковском полку (11.10.1888—01.11.1889). Помощник старшего адъютанта штаба Виленского военного округа (26.07.1889—30.08.1891). Подполковник (ст. 30.08.1891).
Штаб-офицер для особых поручений при штабе 16-го армейского корпуса (30.08.—04.11.1891). Младший делопроизводитель канцелярии Военно-ученого комитета Главного штаба (04.11.1891—25.02.1896). Полковник (пр. 1895; ст. 02.04.1895; за отличие).
Состоял в причислении к Министерству иностранных дел (25.02.1896—28.10.1899). Военный агент в Китае (28.10.1899—09.09.1906). Участник военных действий против Китая 1900—1901.
Генерал-майор (пр.1903; ст. 06.04.1903; за отличие). Состоял в прикомандировании к ГУГШ (09.09.1906—03.10.1909). Командовал (?) бригадой 22-й пехотной дивизии (16.05.—16.09.1909). Начальник штаба Гренадерского корпуса (03.10.1909—01.05.1913).
Участник Первой мировой войны. Начальник штаба 4-го армейского корпуса (01.05.1913—14.12.1914). Участник похода в Восточную Пруссию в 08.—09.1914. Генерал-лейтенант (ст. 21.04.1915). Начальник 71-й пехотной дивизии (21.04.1915—05.06.1916). Награждён орденом Св. Георгия 4-й степени (ВП 25.04.1916). Состоял в распоряжении начальника Генерального штаба (с 05.06.1916), был направлен представителем русского командования в Великобританию, участвовал также в составе российской делегации на межсоюзнической конференции держав Антанты во Франции в ноябре 1916 года.
Участник Белого движения. Генерал для поручений при Главнокомандующем Северо-Западной армией. В 1919 представитель армии в Риге.
В эмиграции в Англии, член Общества офицеров-артиллеристов, представитель Главнокомандующего Русской Армией, почетный председатель объединения 2-го драгунского полка.
Умер 11 февраля 1940 года в Лондоне.

## Награды
- орден Св. Станислава 3-й степени (1892);
- орден Св. Анны 3-й степени (1898);
- орден Св. Анны 2-й степени (1901);
- орден Св. Владимира 4-й степени (26.11.1904);
- орден Св. Владимира 3-й степени (1908);
- орден Св. Станислава 1-й степени (10.04.1911);
- орден Св. Георгия 4-й степени (25.04.1916).